# Mike Cairns
Mike Cairns (* 1942) ist ein ehemaliger kanadischer Hammerwerfer.
Bei den Panamerikanischen Spielen 1967 in Winnipeg wurde er Sechster und bei den British Commonwealth Games 1970 in Edinburgh Achter.
1967 und 1968 wurde er Kanadischer Meister. Seine persönliche Bestweite von 62,48 m stellte er am 2. August 1969 in Regina auf.